# Gargantua (Daumier)
Pour les articles homonymes, voir Gargantua (homonymie).

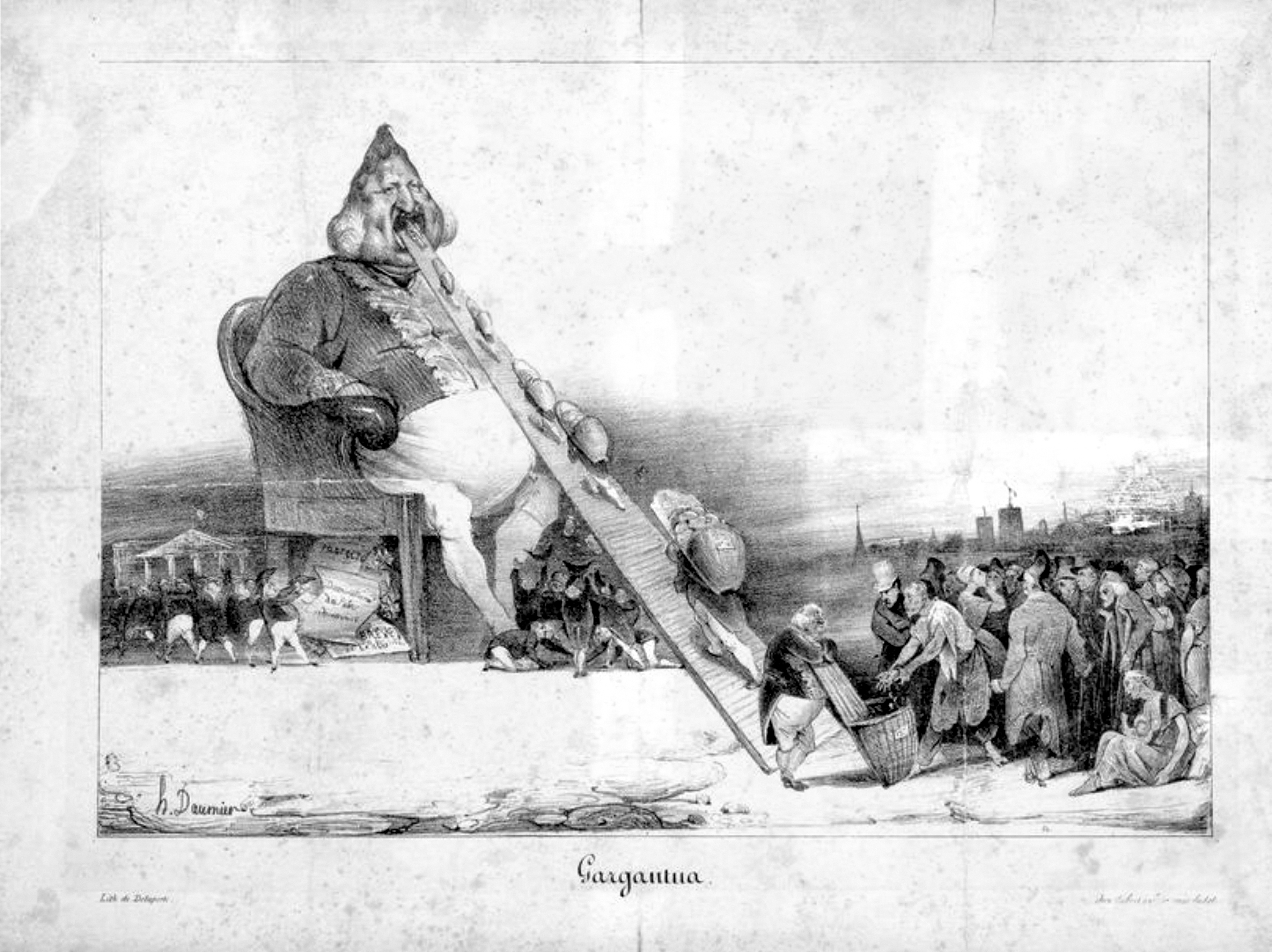
Gargantua

Gargantua est une lithographie d'Honoré Daumier, parue le 15 décembre 1831, dans le journal La Caricature.
Cette lithographie est une caricature représentant le roi Louis-Philippe comme le géant Gargantua, le célèbre personnage de Rabelais.
Ridiculisé, avec sa tête en forme de poire, sa bedaine et ses rouflaquettes, le monarque avale des sacs d'or prélevés en imposant le peuple, tout en rétribuant ses sbires de pièces qui s'en échappent, puis les défèque en titres (nomination de pair, brevet de la légion) et décorations au profit de la classe privilégiée, depuis la chaise percée sur laquelle il est assis.
Le roi Louis-Philippe Ier avait des besoins financiers considérables (connu pour son avarice, il batailla ferme pour obtenir une liste civile importante et il tenta même d'en obtenir pour sa nombreuse famille). Dénoncée également, la corruption électorale pratiquée par le régime de la monarchie de Juillet : sous le « trône », nom argotique donné à la chaise percée, on voit des députés achetés par le gouvernement (considérés comme des excréments du roi) se diriger vers le Palais Bourbon, siège de la Chambre des députés.
Pour cette gravure, Honoré Daumier est condamné, en 1832 à six mois de prison et à cinq cent francs d'amende. Il purge d'abord sa peine dans une maison de santé de la rue Pigalle puis, à partir du 17 mars, chez l'aliéniste Casimir Pinel, à Chaillot, avant d'être transféré le 31 août à la prison Sainte-Pélagie[réf. nécessaire].